# La gazza ladra
La gazza ladra (La urraca ladrona) es un melodrama u ópera semiseria en dos actos, compuesta por el músico italiano Gioachino Rossini en 1817. El libreto fue concebido por Giovanni Gherardini y Louis-Charles Caigniez. La obra es principalmente conocida por su obertura, que destaca por el uso de redoblantes.
Rossini fue famoso por su rapidez al escribir y la La gazza ladra no fue la excepción. Se dice que el productor tuvo que encerrar a Rossini en una habitación el día anterior a la primera representación para que compusiera la obertura. Más tarde, Rossini lanzó los papeles a través de una ventana a los copiadores, quienes completaron las partes orquestales.

## Representaciones
Fue interpretada por primera vez el 31 de mayo de 1817 en el teatro de La Scala en Milán. Fue modificada por Rossini para producciones subsecuentes en Pésaro (1818) y en Nápoles (1819 y 1820). Nuevamente trabajó en la música en el año 1866 en París. En España se estrenó en 1819, en el Teatro de la Santa Cruz de Barcelona.
Riccardo Zandonai hizo su propia versión de la ópera para reestrenarla en Pésaro en 1941. Alberto Zedda editó la obra original de Rossini para publicaciones de la Fundación Rossini en 1979.
Esta ópera rara vez se representa en la actualidad; en las estadísticas de Operabase aparece con sólo 6 representaciones en el período 2005-2010.

## Personajes
| Personaje                                       | Tesitura      | Reparto el 31 de mayo de 1817 Director: Alessandro Rolla |
| ----------------------------------------------- | ------------- | -------------------------------------------------------- |
| Fabrizio Vingradito (rico hacendado)            | bajo          | Vincenzo Botticelli                                      |
| Lucía (esposa de Fabrizio)                      | mezzosoprano  | Marietta Castiglioni                                     |
| Ninetta (sirvienta de Fabrizio)                 | soprano       | Teresa Belloc-Giorgi                                     |
| Giannetto (soldado, hijo de Fabrizio)           | tenor         | Savino Monelli                                           |
| Fernando Villabella (soldado, padre de Ninetta) | barítono      | Filippo Galli                                            |
| Gottardo (El alcalde)                           | Bajo profondo | Antonio Ambrosi                                          |
| Pippo (criado de Fabrizio)                      | contralto     | Teresa Gallianis                                         |
| Giorgio (ayudante de Gottardo)                  | bajo          | Paolo Rosignoli                                          |
| Isacco (un buhonero)                            | tenor         | Francesco Biscottini                                     |
| Antonio (un carcelero)                          | tenor         | Francesco Biscottini                                     |
| Ernesto (soldado, amigo de Fernando)            | bajo          | Alessandro De Angeli                                     |

## Sinopsis
Ninetta espera casarse con Giannetto cuando éste regrese de la guerra. Ella intenta acoger a su padre, Fernando Villabella, quien abandonó el ejército y tiene problemas por las atenciones del alcalde, Gottardo. Una cuchara perdida y el testimonio de Isacco, un vendedor ambulante, hacen que Ninetta sea acusada y encarcelada. Es juzgada y considerada culpable, pero se salva de la muerte en el último minuto cuando se descubre que la verdadera ladrona es una urraca.

## Arias

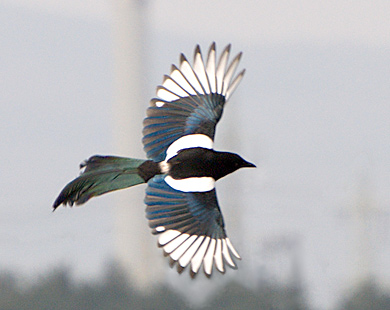
Una urraca.

La más famosa aria en la ópera es probablemente la plegaria de Ninetta, «Deh, tu reggi in tal momento». El aria de la soprano, «Di piacer mi balza cor», junto con la del tenor, «Vieni fra queste braccia», son dos ejemplos de la brillante escritura vocal de Rossini.